# Julian Eberhardt

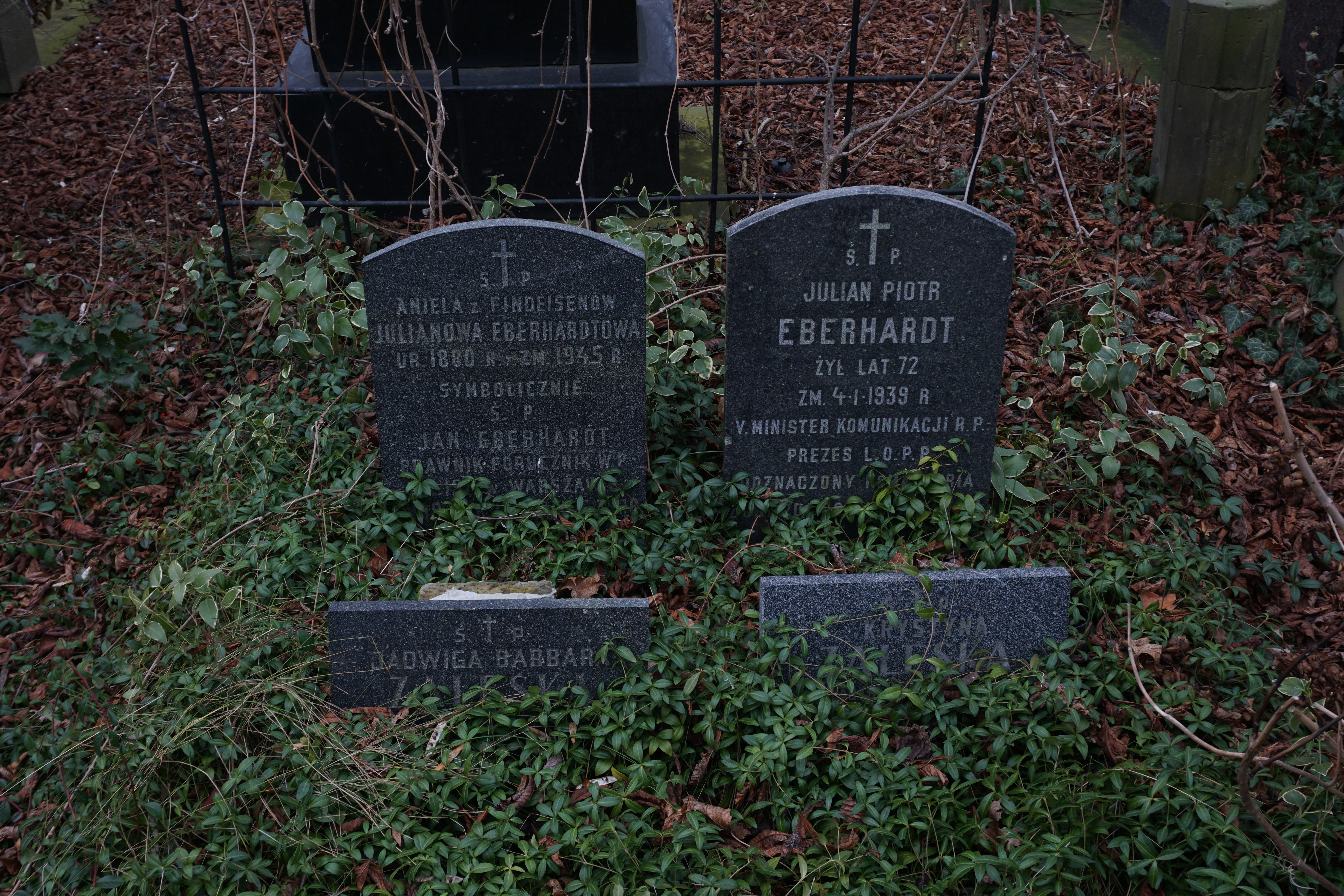
Grób Juliana Eberhardta na cmentarzu ewangelicko-augsburskim w Warszawie

Julian Piotr Eberhardt (ur. 21 marca 1866 w Warszawie, zm. 4 stycznia 1939 tamże) – polski inżynier kolejnictwa, polityk, minister.

## Życiorys
Syn Jana Joachima( właściciel zakładu wyrobu przedmiotów żelaznych) i Pauliny zd. Deubl, brat Hermana Piotra (zg. 1944), który był adwokatem. W 1883 r. ukończył warszawskie IV Rządowe Gimnazjum Filologiczne, a w 1887 r. ukończył studia na Wydziale Matematyczno-Przyrodniczym Uniwersytetu Warszawskiego. W 1890 ukończył w Petersburgu Szkołę Inżynierów Kolejnictwa (Институт корпуса инженеров путей сообщения).
W okresie studiów należał do Związku Młodzieży Polskiej „Zet”, a następnie do Ligi Narodowej, której był członkiem do 1905 r.
Po zakończeniu edukacji pracował w kolejnictwie jako inżynier. W latach 1890–1893 był zaangażowany na ziemiach polskich jako pracownik Kolei Nadwiślańskiej (linia Mława- Chełm-Kowel) oraz przy budowie Kolei Nadnarwiańskiej (Małkinia-Ostrołęka-Łapy). Następnie pracował w azjatyckiej części Rosji, w tym na Dalekim Wschodzie. Brał udział w projektowaniu fragmentów Kolei Transsyberysjskiej, a także mostu w Wierchnieudińsku.  W 1898 r. powrócił do Warszawy, gdzie wziął udział w projektowaniu rozbudowy Warszawskiego Węzła Kolejowego. Ponadto w okresie 1908–1913 zajmował stanowisko jednego z dyrektorów Towarzystwa Akcyjnego „K. Rudzki i Spółka”, oraz został kierownikiem budowy mostu ks. Józefa Poniatowskiego. W latach 1905–1917 był członkiem Towarzystwa Kursów Naukowych, od 23 V 1906 do 30 XII 1908 także członkiem Zarządu TKN.

### Wielka Wojna[3]
Po wybuchu wojny został mianowany naczelnikiem Wydziału Drogowego zarządu Kolei Warszawsko- -Wiedeńskiej, wraz z którym ewakuowano go latem 1915 r. do Moskwy. Do pierwszych miesięcy 1918 r. pracował na rzecz wojskowych służb drogowo-kolejowych w pasie rosyjskiego frontu zachodniego, gdzie kierował budowami mostów (Łotwa) oraz nadzorował fragmenty kolei przyfrontowych (Rumunia). W związku z rozpadem armii rosyjskiej latem tego roku przedostał się do Moskwy, a następnie powrócił do Warszawy.

### II Rzeczpospolita
Po powrocie rozpoczął pod auspicjami Rady Regencyjnej proces formowania polskiej administracji kolejowej. 1 września 1918 r. stanął na czele sekcji kolejowej Ministerstwa Przemysłu i Handlu, następnie 4 września objął kierownictwo Ministerstwa Komunikacji w prowizorium rządowym Władysława Wróblewskiego, a 11 listopada  przejął zarząd kolei na terenie okupacji niemieckiej, organizując jednocześnie natychmiastowy wyjazd z Warszawy personelu okupacyjnej administracji kolejowej. Funkcję  sprawował do powołania rządu Jędrzeja Moraczewskiego, w którym na wniosek premiera i jednocześnie ministra komunikacji został mianowany podsekretarzem stanu w Ministerstwie Komunikacji.
Wraz z powstaniem rządu Ignacego Jana Paderewskiego, 16 stycznia 1919 Eberhardt objął szefostwo resortu komunikacji. Jego celem stała się unifikacja infrastruktury kolejowej. W pierwszych tygodniach urzędowania z sukcesem przeprowadził operację przyjęcia i transportu amerykańskiej pomocy żywnościowej, jaka była przekazywana do Polski przez Gdańsk. Za tej kadencji utworzył okręgowe dyrekcje w Wilnie i Łucku, które przejęły z rąk wojska zarząd kolejami na wschód od Bugu. Był zaangażowany w działania na rzecz importu parowozów z Francji i Wielkiej Brytanii, a także odbiór poniemieckiego taboru. W wypadku tych wagonów znajdujących się na polskim terytorium wybrane zostało rozwiązanie kompromisowe, zakładające pozostawienie jego części w gestii Niemiec (tabor kursujący na linii Warszawa-Berlin). Ponadto rozpoczęto prace związane z budową linii kolejowych Płock- Sierpc oraz Rzeszów-Tarnobrzeg. 9 grudnia 1919 wraz z upadkiem rządu, przestał być ministrem, lecz jeszcze przez trzy tygodnie kierował resortem, aż do przekazania urzędu Kazimierzowi Bartlowi 16 grudnia 1919 r.
Jednakże jego praca w ministerstwie się nie zakończyła, gdyż szef resortu w kwietniu 1920 r. wrócił się do Naczelnika Państwa z wnioskiem o mianowanie Eberhardta podsekretarzem stanu w Ministerstwie Kolei Żelaznych.
Niemal natychmiast po objęciu stanowiska Eberhardt sygnował 20 IV1920 r. w zastępstwie szefa resortu rozporządzenie w sprawie przepisów „o kolejności przyjmowania do wysyłania ładunków i wykonania planu przewozowego”. Dokument miał kluczowe znaczenie w obliczu rozpoczęcia przez stronę polską ofensywy na Ukrainie, regulował bowiem zasady pierwszeństwa przy przejmowaniu ładunków wojskowych. Eberhardt został włączony jako ekspert w skład polskiej delegacji prowadzącej w Rydze rokowania pokojowe.
Dekretem Naczelnika Państwa z 29 grudnia 1921 został odznaczony orderem „Odrodzenia Polski" klasy II „w uznaniu zasług, położonych dla Rzeczypospolitej Polskiej około organizacji kolejnictwa polskiego".
W lutym oraz marcu 1922 r. był tymczasowym kierownikiem ministerstwa, w ramach zastępstwa za chorego ministra Bolesława Sikorskiego.
Eberhardt był przedstawiciele ministerstwa, wysłanym na miejsce katastrofy pociągu tranzytowego Wystruć (wówczas lnsterburg)-Berlinz, do której doszło 30 kwietnia 1925 r. w Starogardzie Gdańskim. Okazała się najtragiczniejszym wypadkiem w dziejach międzywojennego polskiego kolejnictwa.
W październiku 1927 r przeszedł na emeryturę, lecz nadal angażował się w działalność na rzecz Ministerstwa Komunikacji, stając na czele Rady Technicznej funkcjonującej przy resorcie. Pełnił tę funkcję do śmierci.
W latach 1928–1931 stał na czele Ligi Obrony Powietrznej i Przeciwgazowej. W 1933 r. przewodniczył XII Zjazdowi Polskich Inżynierów Kolejowych.  Powietrznej i Przeciwgazowej. Był zaangażowany w tworzenie i kodyfikowanie polskiej terminologii technicznej.
Kilka lat przed śmiercią uległ ciężkiemu wypadkowi, który ograniczył jego aktywność publiczną. Zmarł 4 stycznia 1939 w Warszawie. Został pochowany na Cmentarzu Ewangelicko-Augsburskim w Warszawie (aleja 12, grób 38).

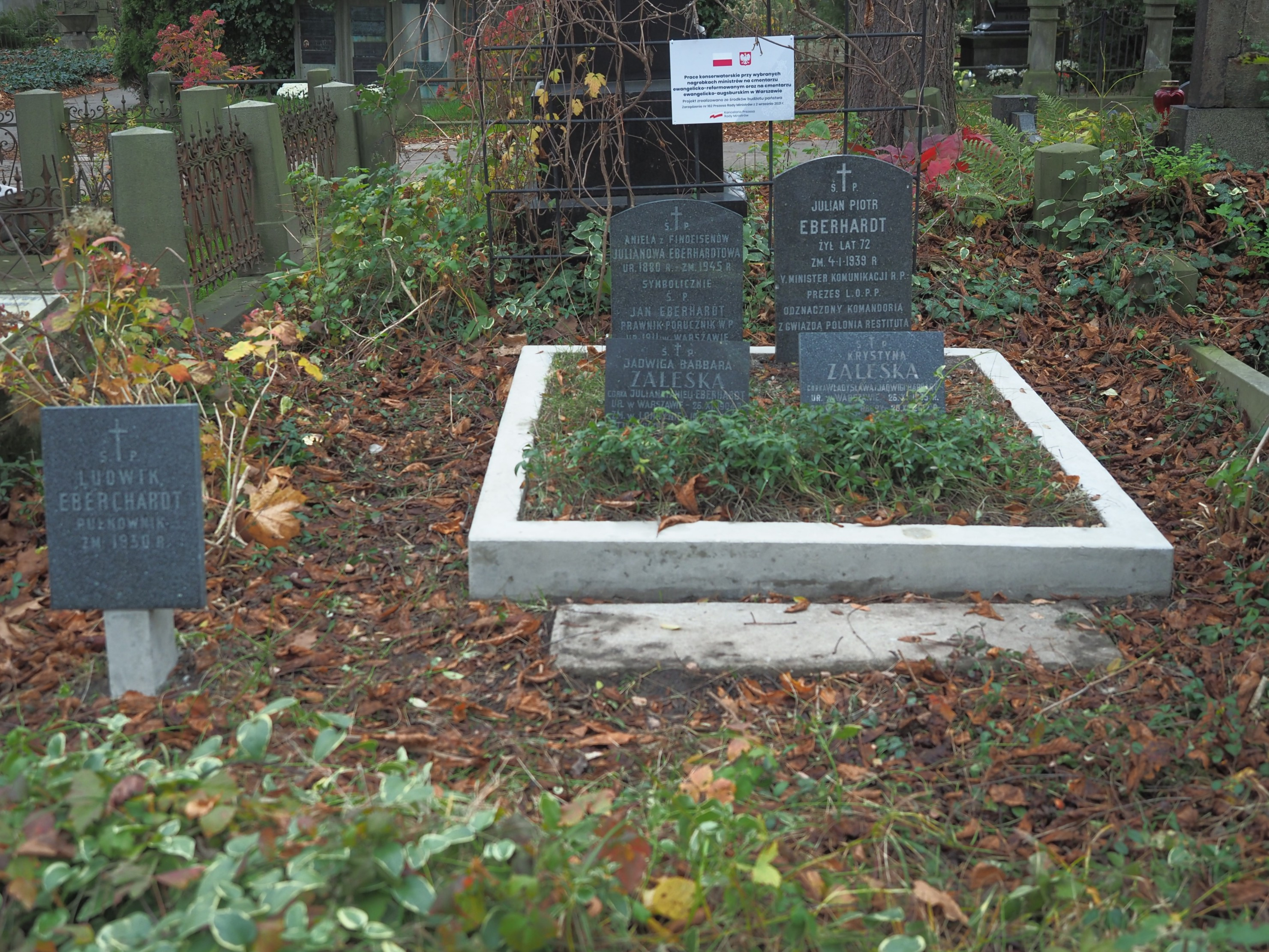
Grób Juliana Eberhardta po renowacji w 2022 roku

W 2022 roku grób Eberhardta został odnowiony. Cały projekt został realizowany na zlecenie Kancelarii Prezesa Rady Ministrów przez Fundację Dziedzictwa Kulturowego.

## Życie prywatne
Był żonaty z Anielą zd. Findeisen (zm. 1945), ich synem był Andrzej, od 1937 przebywający w USA.

## Ordery i odznaczenia
- Krzyż Komandorski z Gwiazdą Orderu Odrodzenia Polski (29 grudnia 1921)[11][5]
- Krzyż Niepodległości (21 kwietnia 1937)[12]
- Złota Odznaka Honorowa Ligi Obrony Powietrznej i Przeciwgazowej I stopnia[13]
- Krzyż Komandorski z Gwiazdą Orderu Wazów (Szwecja, 1923)[14]
- Legia Honorowa[15]